# Холодний Ілля Іванович
Ілля Іванович Холодний (1884, місто Переяслав, Київська губернія, Російська імперія — загинув 1939, СРСР) — український громадський діяч, лікар, керівник Українського Червоного Хреста.

## Життєпис
Освіта вища. Працював лікарем.
У 1920—1921 роках — керівник Українського Червоного Хреста.
У 1921 році перебував в еміграції як генеральний делегат Українського Червоного Хреста в Західній Європі. У 1922 році повернувся до Української СРР.
З 1920-х років — на відповідальній роботі в Народному комісаріаті охорони здоров'я Української СРР.
До листопада 1938 року — головний лікар у Народному комісаріаті охорони здоров'я Казахської РСР.
28 листопада 1938 року заарештований органами УДБ НКВС Казахської РСР. 4 грудня 1938 року Трійкою НКВС по Алма-Атинській області засуджений за статтями 58-10 та 58-11 Карного кодексу РРФСР до 10 років виправно-трудових таборів. У 1939 році загинув під час ув'язнення.
Посмертно реабілітований прокуратурою Алма-Атинської області 17 травня 1989 року.